# Материали за рисуване
Материалите за рисуване се използват от художници, композитори и дизайнери за създаване на произведение на изкуството. Това е списък на видовете изкуства и основните материали, които се използват при създаването им.

## Архитектура
В изкуството и науката на архитектурата, се проектират и строят сгради и интериори, инфраструктура и други физически обекти. Архитектурата включва в себе си различни видове дисциплини от зидария, дърводелство, инженерство до каменоделство и много други умения. Основно се използват:
- цимент, бетон и хоросан
- кирпич
- стъкло
- метал
- камък, тухла
- дърво

## Дърводелство
Допълнителна информация: Дървесен вид
Изкуството на дърводелството и дървообработването се практикува от квалифицирани и опитни дърводелци, които проектират и изграждат сгради, мебели и други предмети.
- лепило
- дървесина (дървен материал)

## Керамика
Керамичният материал се обработва на ръка и с инструменти, обектите могат да са оцветени или глазирани, а след това се изпичат в пещ, като се втвърдяват от топлината, и се получават грънчарски изделия, високотемпературна керамика, скулптури и мозаечни изделия.
- костен порцелан
- глина
- глазура
- порцелан
- керамика
- теракота

## Рисуване
Най-често практикуваната форма на рисуване или скициране е с молив и хартия, но широкото и разнообразно използване на приложените материали включват графита, фузайна, пастела и мастилото. Основата за рисунката може да бъде хартия, мазилка, платно, дърво и всяко нещо върху, което може да се рисува с четка.

### Бои за рисуване
- акрилна боя
- аерограф
- тебешир
- въглен (мек и твърд)
- конте (Conté) е графит или въглен, с комбинирана восъчно-глинеста основа и има квадратна форма.
- восъчен пастел
- маслен пастел
- мек пастел
- гваш
- графит (могат да бъдат моливи, които са малки или големи пръчки, подобни на въглища)
- рисуване чрез пръсти с мастило/боя
- флумастер
- маслена боя
- пастел
- Нарисувано с перо:
  - химикалка
  - писалка
  - писалка с гел
  - маркер
  - рапидограф
- молив
  - цветен молив
- пясък
- темпера
- акварел

### Туземни материали за рисуване
- животинска кръв
- чесън
- ръжда
- кафе
- лук
- кокосов сок (Tuba)
- кал
- Black palm
- домат
- соев сос
- метални жици

20 век е векът, в който се появи Арт движението (Indigenouism).

### Общи основи за рисуване
- платно
- картон
- плат (с химикал)
- стъкло
- човешка кожа (татуировки)
- метал
- хартия
- гипс
- Scratchboard
- велум
- стени (обикновено за стенописи)
- дърво

## Електроника
За разлика от традиционните средства за изкуство, електронните средства за изкуство са инструменти и материали, като компютри и електронни медии, които създават електронно изкуство както за електронен дисплей, така и за печатане.
Съществуват различни софтуерни приложения, като Photoshop, Illustrator, Painter и Maya. Това са някои от програмите, които художниците използват, за да променят снимки, да създават нови цифрови илюстрации и да моделират 3D обекти и да ги превръщат изцяло в анимация. Тези електронни програми осигуряват на творците допълнителен контрол, който е различен от обикновените и физически ръчно изработени материали. Това позволява незабавни промени за редакция, добавяне, отменяне и изтриване на всички действия, направени по всяко време при създаването на произведението.
Дигиталните художници постигат високо ниво на производството и качеството на продукцията в маркетинговите реклами, списанията и специалните ефекти в анимациите и екшън филмите. Съществуват и технически илюстрации и визуализационни графики, които се правят преконфигурируеми и мащабируеми с прецизна точност на детайлите. Електронните медии позволяват изкуството да бъде интерактивно и виртуализирано по начини невъзможни с традиционните медии.
Ето някои примери:
- Графичен софтуер за илюстрация и анимация
- 3D компютърна графика за скулптура и 3D анимация или виртуална реалност
- Word процесори и софтуер за настолни публикации за писане и оформление на страници
- Цифрова фотография и цифрова кинематография за заснемане на снимки и кадри
- Специализирани входни устройства (например променливи таблети за наблюдение на налягането и тъчскрийни), за да се преодолее разликата между традиционното и цифрово рисуване.
- Цифров печат за опростяване на процеса на печат
- Програмиране за добавяне на интерактивност с автоматизирани и компютърни симулационни функции към изкуството.

## Стъкло
Прозрачното и декоративно изкуство на производството на стъкло на ръка било често срещан занаят в миналото, докато днес това е рядко практикувана професия. Превръщането на разтопеното течно стъкло в крехкото втвърдено стъклено покритие, прави работата със стъкло деликатна и прецизна. Методите за издухване на стъклото, неговото оцветяване и изписване се използват самостоятелно или смесено, за да се създадат произведения на изкуството от уникати и витражи до най-различни стъклени изделия.

## Светлина
Осветяването със светлина разкрива това, което може да бъде засенчено и трябва да е в сумрак при различните видове интериор в дадена сграда. Светлината като форма на изкуството е функция на изкуството и развлечението, тя е източник на прожекция и източник на подсвет, цветове, фокални и фокусни точки. Светлината е елемент за подобряване и промяна на атмосферата или настроението в пространства или предмети.

## Филм
В кинематографията и филма, серия от неподвижни изображения се заснема с филмова или цифрова видеокамера. Серията от отделни изображения се наричат рамка. Когато тези изображения се излъчат в бърза последователност, зрителят получава представената илюзия за случващо се движение.
- анимация

компютърна анимация и компютърно генерирани изображения
- експериментален филм
- игрален филм
- игрално-анимиран филм (пр.Пиксели (филм))
- кадар по кадар
- структуралистки филм

Видео изкуството и неговите подгрупи едноканални видеа и видео инсталации

## Храна
В готварската и пекарната индустрии кулинарното изкуство включват инструменти и оборудване на готвача като фурни, печки, грил и тигани. Специално оборудване може да се използва в кухните по света, което включва саламандри, френски топ, тигани уок, тандур и индукционни котлони. Приготвените ястия са визуално изкуство за потребителя, обонятелно изкуство с различни аромати, резониращи от храната, а и слухово изкуство (т.е. от варени и хрупкави храни). Структурата и вкусът, включително слоевете от допълващи вкусове, от горчиви до сладки и кисели в ястие, също влияят върху оценката на клиента за крайния продукт.

## Графичен разказ
Графичният разказ е форма на изкуство, която използва изображения, разгърнати в последователност за графично разказване на истории или за предаване на информация. Най-известният пример за графично-разказвателно изкуство са комиксите – по-специално комиксовите списания и комичен роман в рисунки, които са творби на изкуството, а речта на героите се пише в рисувани балони.

### Традиционни средства за писане
- Цифрови текстообработващи програми и интернет сайтове
- Печат върху хартия и компютърно отпечатване
- маркер
- с писец
- с писалка
- молив
- с гъше перо

### Традиционни основи за писане
- картон
- хартия
- хартия на линии
- паус

## Природа
В природата големите творчески произведения включват градинарство с цел отглеждане на растения, изкопи за озеленяване, напояване или събиране на дъждовна вода за водни обекти, намиращи се в домашни градини, паркове и ботанически градини.
- флорален дизайн
- скала
- почва
- растителност
- вода

## Живопис
При създаването на живопис „средство“ е както вида на използваната боя, така и основата към която тя се прилага. Боята внася пигмента (цвета) и се нарича „основа“ или свързващо вещество. Художника може да смесва разтворители, пигменти и други вещества, за да направи боя и да контролира консистенцията ѝ.

### Традиционни средства в живописта
- акрилна боя
- флуоресцентна боя
- енкустична боя
- фреска
- грунт
- велатура
- гваш
- мастило
- латексова боя
- акрилна магна боя
- маслена боя
- грунд
- шаблон
- измиване с мастило (sumi-e)
- темпера или боя за постери
- винилова боя (токсична / отровна)
- стъклен емайл
- акварелна боя

### Опори за живопис
- архитектурни структури
- платно
- керамика
- текстил
- стъкло
- човешко тяло (обикновено за татуировки)
- метал
- хартия
- картон
- велум
- стена
- дърво

### Традиционни инструменти и методи
- абстрактен експресионизъм
- аерозолна боя
- аерограф
- батик
- четка
- текстил
- валяк
- палетен нож
- пръчка